# Abala (département)
Pour les articles homonymes, voir Abala.
Abala est un département de la région de Tillabéri au Niger.

## Géographie
Le département s'étend au nord-est de la région de Tillabéri, sur une superficie de 12 390 km2.
|            | Mali     | Tillia           |
| Banibangou | Abala    | Tahoua, Bagaroua |
|            | Filingué | Dogondoutchi     |

## Histoire
Le poste administratif d'Abala instauré en 1964, est séparé en 2011 du département de Filingué et élevé au statut départemental.

## Population
Selon le recensement général de la population et de l'habitat de 2012, le département compte 144 287 habitants. De 2001 à 2012, la population a augmenté en moyenne de 3,2 % par an (pour un accroissement national moyen de : 3,9 %). 

## Administration
Le département couvre deux communes : 
- Abala, commune urbaine
- Sanam, commune rurale